# مخصص (علوم)
مخصص (باللاتينية: Ad hoc) وتعني «لهذا الغرض». المصطلح يدل عموما على حل مصمم لمشكلة أو مهمة محددة، غير قابلة للتعميم، وليس المقصود أن تكون قادرة على أن تتكيف مع أغراض أخرى. الأمثلة الشائعة هي المنظمات واللجان التي أنشئت على المستوى الوطني أو الدولي لمهمة محددة. في مجالات أخرى، قد يرجع مصطلح، على سبيل المثال، إلى وحدة عسكرية أنشئت في ظل ظروف خاصة، بدلة مصممة خصيصا، بروتوكول الشبكة مصممة يدويا، أو معادلة لغرض معين. المصطلح يمكن أن يعني أيضا حلول مؤقتة، وتحويل سياقات لخلق معان جديدة، قد يعني أيضاً عدم التخطيط السليم لمتطلبات المستقبل، أو الأحداث المرتجلة.

## فرضية المخصص
في العلم و فلسفة،  مخصص  يعني إضافة دخيلة الفرضيات إلى نظرية لانقاذها من الدحض. الفرضيات المخصصة تعوض النقص في النظريات التي لا تدرس المستجدات العملية التي لم تتوقعها الفرضية عند تشكلها. يشكك العلماء في كثير من الأحيان في النظريات التي تعتمد على تعديلات كثيرة، من أجل استمرارية صلاحيتها.